# Florentius Schuyl
Florentius Schuyl (également Florentz Schuijl, Schulius ; né le 31 janvier 1619 à Schiedam et mort le 5 septembre 1669 à Leyde) est un médecin et botaniste néerlandais.
Florentius Schuyl est le fils du pasteur Everardus Schuyl. Il perd deux frères et sa mère dans la peste endémique de 1636. Afin de protéger son fils de cette menace, son père le remet à l'administration municipale en tant qu'Alumnus afin qu'il puisse plus tard occuper un emploi à l'État ou dans le service religieux. Il commence ses études à l'Université d'Utrecht, où il obtient le titre académique de maîtrise en philosophie le 9 juillet 1639 avec le traité de divisionibus Entis, et specialius de Substantia . Le 21 octobre 1639, il s'inscrit à l'Université de Leyde, où il poursuit dans un premier temps ses études philosophiques. En 1640, il accepte un poste de professeur de philosophie au Gymnasium Illustre (en) de Bois-le-Duc.
Il essaie ici de faire enseigner diverses autres matières à Groningue et à Breda, mais sans succès. A Leyde, il obtient son doctorat en médecine le 18 avril 1664 avec sa thèse sur la rate, de natura et usu lienis. Le 18 octobre 1664, il devient professeur de médecine à l'Université de Leyde, puis recteur de l'alma mater (en) en 1666/67 et, en tant que professeur de botanique, prend la direction de l'Hortus Botanicus de Leyde en 1667. Il se fait connaître notamment en tant que traducteur de l'ouvrage physiologique De homine figuris et latinitate donatus de René Descartes ;t son catalogue des plantes, l'Hortus Botanicus acquiert également une certaine importance. Schuyl est mort de la peste endémique en 1669.

## Travaux
- Catalogus Plantarum horti Academici. Lugdum Bat.. Leyde 1668 ( En ligne ), Heidelberg 1672 ; Allemand : Darmstadt 1679, Plön 1697
- Raedt voor de Scheer-siecke Hair-cloovers. Utrecht 1644
- Renatus Descartes de homine, figuris et latinitate donatus a Florentio Schuylio, inclytae urbis Sylvae-Ducis Senatore et ibidem philosophiae professore. Leyde 1662
- De Physiologia medicea Pars I. Leyde 1665
- De veteri Medicina. Leyde 1670 ( En ligne ), Amsterdam 1673